# Mirosław Formela
Mirosław Formela (ur. 31 października 1978 w Lęborku, zm. 21 maja 2025) – polski lekkoatleta, średniodystansowiec.

## Osiągnięcia
Startował w biegach na 800 metrów i 1500 metrów. Brał udział w mistrzostwach Europy w 2006 w Göteborgu, gdzie zajął 10. miejsce w finale biegu na 1500 m, a na 800 m odpadł w półfinale.
Dwukrotnie wystąpił na halowych mistrzostwach świata, obydwa razy w biegu na 1500 m. W Birmingham (2003) odpadł w eliminacjach, a w Budapeszcie (2004) zajął 5. miejsce w finale. W Halowych Mistrzostwach Europy w 2005 w Madrycie odpadł w eliminacjach na tym dystansie.
Czterokrotnie zdobywał tytuł mistrza Polski: na 800 m w 2003 i 2004 oraz na 1500 m w 2005 i 2006. Był także halowym mistrzem Polski na 800 m (2005) i na 1500 m (2003 i 2004).
Zwycięzca biegu na 1500 m w ramach drugiej edycji DécaNationu rozegranego w Paryżu z rezultatem 3:48,47. W 2003 r. zajął 2. miejsce podczas zawodów Pucharu Europy we Florencji z wynikiem 3:49,22. 
Startował w klubie KB Sporting Międzyzdroje.

## Rekordy życiowe
Na stadionie
- bieg na 800 metrów - 1:46,26 s. (1 lipca 2006, Warszawa) - 16. wynik w historii polskiej lekkoatletyki[2]
- bieg na 1000 metrów - 2:21,40 s. (23 sierpnia 2002, Sondershausen)
- bieg na 1500 metrów - 3:38,60 s. (6 lipca 2004, Lozanna)

W hali
- bieg na 800 m - 1:47,76 s. (25 stycznia 2004, Spała)
- bieg na 1500 m - 3:39,88 s. (6 lutego 2005, Spała) - 5. wynik w historii polskiej lekkoatletyki